# معركة الدبدبة
معركة الدبدبة غارة حدثت في 28 ديسمبر 1929 شنها محسن الفرم شيخ قبيلة حرب وانضم إليه كل من عجمي السويط شيخ الظفير ومشل بن طواله من شيوخ شمر ضد معسكرات الاخوان من قبيلة مطير في الدبدبة، بالرغم من نجاح الأولي للهجوم إلا أن الاخوان تمكنوا في النهاية في صده لكنهم خسروا 5 آلاف من جمالهم. وتكبدوا خمسين قتيلا. وقد تم عزل محسن الفرم نتيجة هجومه بدون إذن من الملك.

## الخلفية التاريخية
كانت قوات الإخوان المؤلفة من مطير والعجمان تعسكر في صيف عام 1929 جنوب الكويت ومنها تشن حربها ضد نجد ولم يستطع ابن سعود حشد قواته خلال موسم الصيف لأسباب لوجستية لكن مع حلول فصل الخريف بدأت قوات الملك عبد العزير في التحشد ووصلت طلائع جيش ابن سعود بالتوافد قرب الحدود الكويتية ابتداء من يوم 18 ديسمبر، وفي نفس الوقت بدأت اعداد الثوار الموجودة بالباطن حتى الرقعي بالتقلص، وأخذ زعماء الثوار ينتقلون إلى معسكر ابن سعود أو ينتقلون بهدوء إلى الجنوب، وارسل فيصل الدويش إلى البريطانيين يطلب الاستسلام ومعرفة شروطهم.
في تلك الأثناء كان عبد المحسن الفرم من شيوخ قبيلة حرب قد خرج في نهاية أكتوبر 1929 للإغارة على قوات الإخوان في الأراضي الكويتية بتحريض من ابن سعود غير أنه لما علم بتسرب أخبار غزوته واستعداد الإخوان لملاقاته تراجع عن اتمام غزوته وعاد إلى موطنه دون أن يهاجمهم، وقد تسببت هذا المحاولة الفاشلة في إثارة تعليقات استهزائية من ابن سعود في العلن ونقل هذا الهزء إلى عبد المحسن الفرم فأراد أن يمحو العار وأن يغزو الدويش

## المعركة
انطلق محسن الفرم في ديسمبر دون علم ابن سعود لغزو الإخوان ووصل إلى الدويرة في 22 ديسمبر. في أثناء ذلك كان الدويش مخيما في الظرابين وقد تخلى عنه شيخان من شيوخ مطير هما هايف الفغم وسلطان بن مهيليب واتجهوا جنوبا إلى جرية وطلبا الاستسلام إلى ابن سعود في حين كان العجمان مع فرع الدياحين من مطير يخيمون في أبرق الحباري على بعد 40 ميلا عن مخيم الدويش.
تقدم محسن الفرم إلى شعيب فيلج في 27 ديسمبر ويعود سبب تأخره إلى ارساله رسائل لمشل بن طواله شيخ الأسلم من شمر وعجمي بن سويط شيخ الظفير للانضمام إليه وكانت قبائل شمر والظفير والتي كانت تخيم في شعيب جريم قد نقلت مخيماتها في 17 ديسمبر إلى الجليدة حيث يخيم غلوب باشا قائد شرطة الصحراء العراقية طلبا للحماية بعد قدوم الدويش إلى الرقعي خشية أن تتعرض للهجوم.
في شعيب فليج انضم مشل بن طواله وعجمي بن سويط إلى قوات محسن الفرم بعد أن تركوا مخيماتهم تحت حماية غلوب باشا. في أثناء ذلك كان ابن سعود قد تقدم إلى اللصافة وأرسل 4 عجلات للاستطلاع وقد أسروا رجلا من الدياحين أخبرهم أن الدويش يعسكر في الظرابين.
عند غروب يوم 28 ديسمبر تقدم محسن الفرم وحلفاؤه من شعيب فليج إلى الظرابين وكانت حرب على الميمنة وشمر الظفير على الميسرة وقبل ساعتين من بزوغ الفجر أصبحوا على مسافة قصيرة من مخيمات مطير توقفوا في الظلام وأناخوا جمالهم بانتظار ضوء النهار. كانت جميع خيام مطير تغط في النوم ولم يكن هناك مستطلع أو خافر على مشارف المخيم حيث كان الدويش يعتمد على جواسيسه في اللصافة لتحذيره من تقدم ابن سعود ولم يكن يخطر في باله أن احدا سيهاجمه غير ابن سعود كما كان ينتظر ردا من ابن سعود على شروط الاستسلام
عند بزوغ الضياء الأول لفجر 28 ديسمبر عاود الغزاة الركوب ورفعوا آلوية الحرب وتدفق الفرسان وراكبوا الجمال كالسيل على المخيمات الغافية., قد ظن رجال مطير في البداية أن مهاجمهم هو ابن سعود الذي يفوقهم بالعدد لذا لم تدخل في أذهاتهم فكرة المقاومة ووفقا للميل الفطري لدى البدو ركضوا إلى جمالهم التي تعتبر المصدر الأساسي لثروتهم وتخلوا عن خيامهم وكان بيع بعيرين أو ثلاثة يعوضهم عن قيمة بيت الشعر وأثاثه البسيط، لم تكن هناك أي مقاومة للهجوم. كان المهاجمون يخشون من هجوم مقابل مقابل عندما يدرك الهاربون أنهم قد فروا من غزاة بدو أخرى ن وليس من ابن سعود وعلى أية حال اقتنعوا بلم شتات الأعداد الكبيرة من الجمال التي استولوا عليها والتي تبلغ حوالي 5 آلاف جمل ثم نهبوا الخيام. صد الهجوم في النهاية لكن مع خسائر بلغت خمسين قتيلا. وقد تم عزل محسن الفرم نتيجة هجومه بدون إذن من الملك.